# Mesoleptus invalidus
Mesoleptus invalidus är en stekelart som först beskrevs av Forster 1876.  Mesoleptus invalidus ingår i släktet Mesoleptus och familjen brokparasitsteklar. Inga underarter finns listade i Catalogue of Life.